# Phyllopetalia altarensis
Phyllopetalia altarensis is een libellensoort uit de familie van de Austropetaliidae, onderorde echte libellen (Anisoptera).
De soort staat op de Rode Lijst van de IUCN als bedreigd, beoordelingsjaar 2006.
De wetenschappelijke naam van de soort werd voor het eerst geldig gepubliceerd in 1996 door Frank Louis Carle.